# Hideo Fukushima
Hideo Fukushima, né en 1953, est un astronome amateur japonais.

## Biographie
Le Centre des planètes mineures le crédite de la découverte de deux astéroïdes, effectuée entre 1994 et 1996, avec la collaboration d'Isao Satō et de Naotaka Yamamoto.
L'astéroïde (6345) Hideo lui a été dédié,.
| (19310) Osawa | 4 novembre 1996 |
| (100483) NAOJ | 30 octobre 1996 |